# Роби Фаулер
Роберт Бернард Фаулер (енгл. Robert Bernard Fowler; Ливерпул, 9. април 1975) је бивши енглески фудбалер и тренер.
Био је на врхунцу каријере када је играо у Ливерпулу. Четврти је најбољи стрелац Премијер лиге са 162 постигнута гола. За Ливерпул је постигао 183 гола, од којих 128 у лигашким утакмицама. Играо је и за ФК Лидс јунајтед и Манчестер Сити пре него се вратио у Ливерпул у јануару 2006.
Играо је у Аустралији, а на Тајланду је био играч-тренер у клубу Муангтонг јунајтед. За репрезентацију Енглеске је постигао седам погодака.